# Plagiohammus maculosus
Plagiohammus maculosus är en skalbaggsart som först beskrevs av Bates 1880.  Plagiohammus maculosus ingår i släktet Plagiohammus och familjen långhorningar.
Artens utbredningsområde är:
- Belize.
- El Salvador.
- Guatemala.
- Honduras.
- Nicaragua.

Inga underarter finns listade i Catalogue of Life.